# Julien Faurois
Pas d'image ? Cliquez ici

a Compétitions nationales et continentales officielles uniquement.

Julien Faurois, né le 1er décembre 1981 à Metz, est un joueur français de rugby à XV évoluant au poste de pilier ou talonneur.

## Carrière
- 2002-2005 : Montpellier RC
- 2005-2006 : UA Gaillac
- 2006-2009 : RC Vannes
- 2009-2010 : SC Graulhet
- 2010-2011 : Rugby Nice Côte d'Azur
- 2011-2015 : Amicale sportive vauréenne
- 2015-2016 : Avenir castanéen rugby

## Palmarès

### En club
- Champion de France de Fédérale 1 en 2006

### En sélection nationale
- International universitaire.[réf. nécessaire]